# ملعب لوكوموتيفا
ملعب لوكوموتيفا هو ملعب متعدد الأغراض في كوشيتسه، سلوفاكيا. يستخدم حالياً في الغالب لمباريات كرة القدم ويعتبر الملعب البيتي لنادي في إس إس كوشيته لكرة القدم. يتسع لجلوس 9,000 متفرج وتم بناءه في عام 1970.

## روابط خارجية
- Stadium Database Article (بالإنجليزية)